# Sinularia notanda
Sinularia notanda is een zachte koraalsoort uit de familie Alcyoniidae. De koraalsoort komt uit het geslacht Sinularia. Sinularia notanda werd in 1966 voor het eerst wetenschappelijk beschreven door Tixier-Durivault. 